# Oscar Dessomville
Oscar Charles Dessomville (* 19. August 1876 in Gent; † 30. August 1938 ebenda) war ein belgischer Ruderer, der zweimal Olympiazweiter wurde und achtmal bei Europameisterschaften siegte.
Oscar Dessomville ruderte für die Koninklijke Roeivereniging Club Gent. Dieser Verein stellte mehrfach den Achter, der Belgien bei den Europameisterschaften vertrat. Von 1897 bis 1910 gewann der belgische Achter zwölfmal den Titel bei den Europameisterschaften, lediglich 1905 und 1909 siegte das französische Boot. Oscar Dessomville saß 1900, 1901, 1902, 1906, 1907 und 1908 im siegreichen Boot. Im Vierer mit Steuermann gewann er 1900, belegte 1908 und 1909 den zweiten Platz und war Dritter 1902. Zusammen mit Marcel Van Crombrugge und Steuermann Alfred van Landeghem gewann er 1902 im Zweier mit Steuermann und war Dritter im Jahr 1900.
Bei den Olympischen Sommerspielen 1900 in Paris traten im Achter insgesamt fünf Boote an, darunter der Achter aus Gent. Da das französische Boot im Vorlauf aufgab, erreichten alle Boote, die im Vorlauf das Ziel erreichten, auch das Finale. Im Finale siegte das Boot vom Vesper Boat Club aus Philadelphia, mit sechs Sekunden Rückstand belegte der Achter aus Gent den zweiten Platz.
Acht Jahre später traten bei den Olympischen Sommerspielen 1908 in London im Finale der vier Bootsklassen jeweils zwei Boote gegeneinander an. Der Genter Achter mit Oscar Dessomville erreichte als einziges ausländisches Boot ein Finale und unterlag dort der Crew vom Leander Club. 